# Elegy
Elegy és una pel·lícula estatunidenca dirigida per Isabel Coixet estrenada el 2008, basada en la novel·la de Phillip Roth Elegy (The Dying Animal). Aquesta pel·lícula ha estat doblada al català.
Va ser nominada a l'Os d'Or al Festival de Berlín 2008.

## Argument

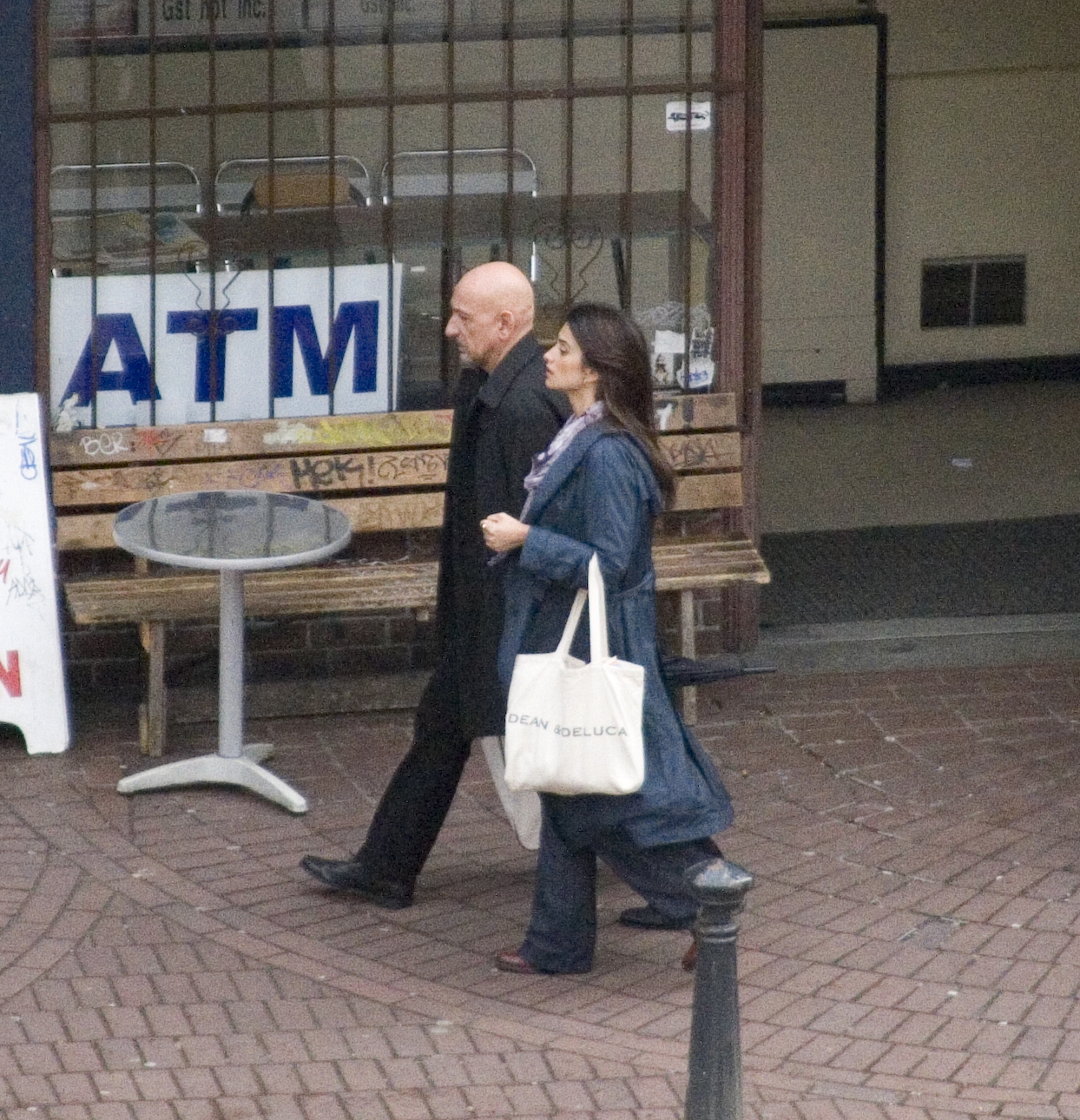
Els dos principals protagonistes de la pel·lícula

David Kepesh (Ben Kingsley) és un carismàtic professor i crític cultural, orgullós de seduir alumnes desitjoses de provar noves experiències. Encara que mai no deixa que cap dona se li apropi massa.
Però quan una estudiant amanerada, Consuela Castillo (Penélope Cruz), entra en la seva classe, despertant un sentit de possessió i el seu vernís de protecció es dissol. Aquesta bellesa de cabells negres el captiva alhora que el desconcerta.
Malgrat que Kepesh afirma que el seu cos és una obra d'art perfecta, Consuela és més que un objecte de desig, i es converteix en una obsessió per a Kepesh.

## Repartiment
- Penélope Cruz: Consuela Castillo
- Ben Kingsley: David Kepesh
- Dennis Hopper: George O'Hearn
- Peter Sarsgaard: Kenneth Kepesh
- Patricia Clarkson: Carolyn
- Sonja Bennett: Beth
- Debbie Harry: Amy O'Hearn

## Crítica
- "L'animal moribund està lluny de ser una bona novel·la; Elegy està prop de ser una excel·lent pel·lícula. (...) la disquisició panegírica i la luxúria amb tendència al grotesc han deixat pas al romanticisme i a la delicadesa."[3]

- "Hi ha molt poques coses plaents que trobar en aquesta pel·lícula (...) Tampoc hi ha molta substància, a pesar que es basa en The Dying Animal, una brutal novel·la curta de Philip Roth."[4]

## Valoració
La Motion Picture Association of America ha qualificat aquesta pel·lícula de R per la sexualitat, nuesa i llenguatge. (Rating: Rated R for sexuality, nudity and language.)